# 利城県 (連雲港市)
利城県（りじょう-けん）は中華人民共和国江蘇省にかつて存在した県。現在の連雲港市贛楡区西部に相当する。
前漢により設置された利成県を前身とする。後漢により利城県と改称された。625年（武徳8年）、唐朝により廃止された。